# Борнейски жълт мунтжак
Борнейски жълт мунтжак (Muntiacus atherodes) е вид бозайник от семейство Еленови (Cervidae).

## Разпространение и местообитание
Разпространен е в Индонезия и Малайзия.